# Chonopeltis elongatus
Chonopeltis elongatus is een visluizensoort uit de familie van de Argulidae. De wetenschappelijke naam van de soort is voor het eerst geldig gepubliceerd in 1974 door Fryer.